# James A. Garfield Monument
O James A. Garfield Monument (em português:  Monumento a James A. Garfield) está localizado junto ao Capitólio dos Estados Unidos, numa rotunda entre a First Street e a Avenida Maryland em Washington, D.C..  É um memorial ao presidente James A. Garfield, eleito em 1880 e assassinado em 1881 após apenas quatro meses do seu mandato, por Charles J. Guiteau. 
O monumento, esculpido por John Quincy Adams Ward (1830-1910) e fundido pela empresa Henry-O Bonnard de Nova Iorque, possui um pedestal projetado por Richard Morris Hunt, é um exemplo notável da escultura americana. Foi inaugurada em 12 de maio de 1887. Hoje em dia é uma de um grupo de três esculturas localizadas nas imediações do Espelho de Água do Capitólio. As outras duas são o Monumento da Paz e o Ulysses S. Grant Memorial. 
O monumento foi encomendado em 1884 pela Sociedade do Exército de Cumberland, da qual Garfield, foi membro. A Sociedade angariou cerca de 28 000 dólares para pagar o escultor. Alguns dos fundos foram angariados pela Feira do Monumento a Garfield, que foi organizada em 1882. Também nesse ano, o Congresso atribuiu à Sociedade 7 500 Dólares em fundos provenientes da venda de canhões obsoletos; em 1884 atribuiu 30 000 Dólares para o pedestal. O monumento foi incorporada no Capitol Grounds em 2 de Janeiro de 1975.